# Robinsonia grotei
Robinsonia grotei là một loài bướm đêm thuộc phân họ Arctiinae, họ Erebidae.